# Франсоа Чън
Франсоа Чън (на китайски: 程抱一; на френски: François Cheng) е китайско-френски калиграф, преводач, поет и писател на произведения в жанра драма, поезия и документалистика.

## Биография и творчество
Франсоа Чън е роден на 30 август 1929 г. в Нанчан, Дзянси, Китай. Учи в университета на Нанкин. През 1948 г. баща му получава пост в ЮНЕСКО и семейството се мести във Франция. През 1949 г. родителите му емигрират в САЩ заради китайската гражданска война, а той остава и изучава езика, литературата и културата на Франция. Завършва парижкото Практическо училище за висше образование.
От 1969 г. е преподавател в Университета на Париж VII. През 1973 г. получава френско гражданство. От 1974 г. е сътрудник и преподавател в Националния институт за ориенталски езици и култура. Прави преводи от френски на китайски на някои от големите френски поети.
От 1977 г. пише на френски език. Първите му произведения са академични изследвания за китайската поезия и живопис. После се обръща към поезията и след това към писането на романи. През 1998 г. получава наградата „Фемина“ за романа си „Le Dit de Tyanyi“ (Приказка за Тиани).
През 2001 г. получава Голямата награда на франкофонията на Френската академия. На 13 юни 2002 г. е избран за член на Френската академия. През 2009 г. е удостоен с отличието Офицер на Ордена на Почетниа легион. Доктор хонорис кауза е на Университета в Бергамо.
Франсоа Чън живее със семейството си в Париж.

## Произведения
- Analyse formelle de l'œuvre poétique d'un auteur des Tang : Zhang Ruoxu (1970)[1][2][3]
- L'Écriture poétique chinoise (1977)
- Vide et plein: le langage pictural chinois (1979)
- L'espace du rêve: mille ans de peinture chinoise (1980)
- Sept poètes français (1983)
- Henri Michaux, sa vie, son œuvre (1984)
- Chu Ta : le génie du trait (1986)
- Some Reflections on Chinese Poetic Language and its Relation to Chinese Cosmology dans The Vitality of the Lyric Voice (1986)
- The Reciprocity of Subject and Object in Chinese Poetic Language dans Poetics East and West (1988)
- De l'arbre et du rocher (1989)
- Entre source et nuage, Voix de poètes dans la Chine d'hier et d'aujourd'hui (1990)
- Saisons à vie (1993)
- Trente-six poèmes d'amour (1997)
- Quand les pierres font signe (1997) – с Фабиен Вердие
- Le Dit de Tyanyi (1998) – награда „Фемина“
- Shitao : la saveur du monde (1998) – награда „Андре Малро“
- Cantos toscans (1999)
- D'où jaillit le chant (2000)
- Double chant (2000) – награда „Роже Кайоа“
- Et le souffle devient signe (2001)
- Qui dira notre nuit (2001)
- L'éternité n'est pas de trop (2002)
И вечността не стига..., изд.: ИК „Изток-Запад“, София (2015), прев. Недка Капралова
- Le Dialogue, Une passion pour la langue française (2002)
- Le Long d'un amour (2003)
- Le Livre du vide médian (2004)
- Que nos instants soient d'accueil (2005) – с Франсис Херт
- À l'orient de tout (2005)
- Cinq méditations sur la beauté (2006)
- L'un vers l'autre. En voyage avec Victor Segalen (2008)
- Qand reviennent les âmes errantes (2012)
- Cinq méditations sur la mort – autrement dit sur la vie (2013)
- Assise : une rencontre inattendue (2014)
- Entretiens avec Françoise Siri, suivis de douze poèmes inédits (2015)
- La vraie gloire est ici, poèmes (2015)
- De l'âme (2016)
- Enfin le royaume, poèmes (2018)